# Henri Bergson
Henri Bergson (Paris, 18 de outubro de 1859 — Paris, 4 de janeiro de 1941) foi um filósofo e diplomata francês, laureado com o Nobel de Literatura de 1927.
Conhecido principalmente por Ensaios sobre os dados imediatos da consciência, Matéria e Memória, A evolução criadora e As duas fontes da moral e da religião, sua obra é de grande atualidade e tem sido estudada em diferentes disciplinas - cinema, literatura, neuropsicologia, bioética, entre outras. Bergson procurou construir uma "metafísica positiva" e fazer da filosofia uma ciência baseada na intuição como um método, cujos resultados viriam da experiência e seriam tão rigorosos quanto as ciências baseadas na inteligência, como a matemática. Ao contrário de Platão e René Descartes, que usavam a geometria como modelo para fazer da metafísica uma ciência, Bergson adotou a biologia, a psicologia e a sociologia como fundamentos de seu pensamento filosófico.

## Biografia
Henri Bergson nasceu de família judia, filho de mãe inglesa e pai polaco. Viveu com os seus pais alguns anos em Londres, mas aos nove anos regressou a Paris. Ali fez os seus estudos no Liceu Fontanes onde ganha em primeiro lugar o prêmio de matemática no Concours Général resolvendo um problema de Pascal. Licenciando-se em Letras, em 1881 tornou-se professor, dando aulas em várias localidades da França, destacam-se desse momento as aulas no liceu Blaise Pascal de Clermont-Ferrand.
Em 1889 obteve o doutoramento pela Universidade de Paris com a tese Ensaios sobre os dados imediatos da consciência, e com uma tese secundária sobre Aristóteles. Bergson casou-se em 1892 com Louise Neuberger, uma prima do escritor francês Marcel Proust. Publica seu segundo livro em 1896 sob o título Matéria e Memória. Passa a lecionar na Escola Normal Superior de Paris dois anos depois. Em 1900, aos 40 anos, iniciou seus cursos a frente da cadeira de História da Filosofia Antiga no Collège de France. Em 1907 publicou sua obra principal: A Evolução Criadora que une crítica da tradição filosófica especulativa, com intuição da duração e com as teorias evolucionistas de Herbert Spencer. Como diplomata, participa das discussões sobre a Primeira Guerra Mundial e exerce influência sobre a decisão dos Estados Unidos em intervir no conflito. Em 1914 Bergson torna-se membro da Academia Francesa, dois anos depois, publica Duração e Simultaneidade, obra que discute a comunicação de Einstein de 1905 sobre a teoria da relatividade restrita.
A partir de 1925 passou a sofrer de um reumatismo, que o deixou semi-paralisado, a ponto de impedi-lo de ir a Estocolmo para receber o Nobel de Literatura de 1927. Escreveu com grande dificuldade seu último livro, publicado em 1932: As Duas Fontes da Moral e da Religião. Nessa época, aproxima-se do cristianismo, mas não se converte por preferir não abandonar seus irmãos de raça que serão perseguidos pelo regime Nazista de Hitler. Faleceu em 1941, em 4 de janeiro, aos 81 anos, em Paris.

### Bergsonismo
Bergson é frequentemente situado na história da filosofia como espiritualista evolucionista. Os principais seguidores de seu pensamento são:
- Mokiti Okada (Tóquio, 1882-1955)
- Léon Brunschvicg (Paris, 1869-1944)
- Édouard Le Roy (Paris, 1870-1954)
- René Le Senne (Elbeuf, 1882-1954)
- Michel Adam (Orléans, 1926-2007)
- Jean-Louis Vieillard-Baron (1944-)
- Frédéric Worms (1964-)
- Gilles Deleuze (1925-1994)
- Jean Guitton (1901 - 1999)

A ocupação da cadeira de filosofia no Collège de France após morte de Bergson foi feita por Édouard Le Roy e depois por Louis Lavelle que fundou com René Le Senne a coleção Philosophie de l'esprit em 1934.

## Filosofia
A filosofia de Bergson é a princípio uma negação, isto é, uma crítica às formas de determinismo e “coisificação” do homem.  Em outras palavras, a sua pesquisa filosófica é uma afirmação da liberdade humana frente as vertentes científicas e filosóficas que querem reduzir a dimensão espiritual do homem a leis previsíveis e manipuláveis, análogas às leis naturais e biológicas, como imaginou Comte.  Seu pensamento está fundamentado na afirmação da possibilidade do real ser compreendido pelo homem por meio da intuição da duração – conceitos que perpassam toda sua bibliografia. O próprio filósofo chegou a dizer que para compreender a sua filosofia é preciso partir da intuição da duração.

### Conceitos
Duração, na obra de Bergson, é o correr do tempo uno e interpenetrado, isto é, os momentos temporais somados uns aos outros formando um todo indivisível e coeso. Oposto ao tempo físico ou sucessão divisível que é passível de ser calculado e analisado pela ciência, o tempo vivido é incompreensível para a inteligência lógica por ser qualitativo, enquanto o tempo físico é quantitativo.
Tempo e espaço não pertencem à mesma natureza, tanto que podemos afirmar que a consciência (duração interna) e o “tempo espacializado” se opõem. Esse último é criticado pelo filósofo como uma das expressões da vertente determinista das ciências e filosofias.
Tudo o que pertence à faculdade espacial, isto é, à variável t das leis físicas da mecânica clássica, é suscetível de ser repetida, decomposta e traduzida pela lógica científica, como, por exemplo, a medição do tempo por um relógio. Esse tempo físico, comumente confundido com o espaço, como fez Kant na Crítica da Razão Pura, não corresponde ao tempo real experimentado pelo espírito.
O tempo vivido (ou duração interna ou simplesmente consciência) é o passado vivo no presente e aberto ao futuro no espírito que compreende o real de modo imediato. É um tempo completamente indivisível por ser qualitativo e não quantitativo como o fator t.
A duração, não sendo compreendida por meio da inteligência técnica, também não pode, por consequência, ser entendida como sucessão linear de intervalos, pois ela é justamente o oposto disso, haja vista que não há como justapor ou analisar o tempo vivido qualitativo.
Ora, se não há como esmiuçar a duração percebida pelo espírito, também não há como prever os momentos temporais da duração interna, apenas a experiência física que se repete facilmente pode ser prevista e repetida, logo, a duração do tempo vivido e experimentado pelo espírito é imprevisível, uma novidade incessante e um fluir contínuo.

““La durée est le progrès continu du présent qui ronge l’avenir et qui gonfle en avançant”(EC, 498/5)”
TRADUÇÃO: "A duração é o progresso contínuo do presente que rói o futuro e aumenta avançando."

— Citação de Frédéric Worms em Le vocabulaire de Henri Bergson, Ellipses, Paris, 2000
Intuição significa para Bergson apreensão imediata da realidade por coincidência com o objeto. Em outras palavras, é a realidade sentida e compreendida absolutamente de modo direto, sem utilizar as ferramentas lógicas do entendimento: a análise e a tradução.
Diferencia-se da inteligência que, apropriando-se do mundo através de ferramentas, calcula e prevê intervalos do mesmo plano espaço-temporal; a intuição, ao contrário, penetra no interior da vida coincidindo com o real imediatamente. Dizemos, portanto, que o real passou a ser conhecido pela metafísica como, ao modo de Descartes, numa certeza imanente ao próprio ser do sujeito cognoscente.
A intuição é uma forma de conhecimento que penetra no interior do objeto de modo imediato, isto é, sem o ato de analisar e traduzir. A análise é o recorte da realidade, mediação entre sujeito e objeto. A tradução é a composição de símbolos linguísticos ou numéricos que, analogamente a primeira, também servem de mediadores. Ambas são meios falhos e artificiais de acesso a realidade. Somente a intuição pode garantir uma coincidência imediata com o real sem o uso de símbolos nem da repartições analíticas.
A intuição pode ser entendida, portanto, como uma experiência metafísica.

### Intuicionismo
Bergson foi o expoente da linha de filosofia intuicionista, assim chamada porque afirma constituir o verdadeiro conhecimento não nos conceitos abstratos, do intelecto racionalmente, mas na apreensão imediata, na intuição, como é evidenciado pela experiência interior.
Segundo o filósofo, há dois caminhos para conhecer o objeto, duas formas de conhecimento, diversas e de valores desiguais: mediante o conceito e mediante a intuição.
A forma mediante o conceito é o caminho dos conceitos, dos juízos, silogismos, análise e síntese, dedução e indução; a segunda forma é o da intuição imediata que nos proporciona o conhecimento intrínseco, concreto, absoluto.
Bergson conceitua a intuição como a faculdade suprema do impulso vital (élan vital) e faculdade cognoscitiva do filósofo. Segundo o filósofo, "hoje, só raramente e com grande esforço, podemos chegar à intuição; no entanto a humanidade chegará um dia a desenvolver a intuição de tal modo que será a faculdade ordinária para conhecer as coisas. Então, desaparecerão todas as escolas filosóficas e haverá uma só filosofia verdadeira conhecedora da verdade e do ser absoluto."
Bergson foi, também, um dos primeiros a fazer referência ao inconsciente.

## Obras principais

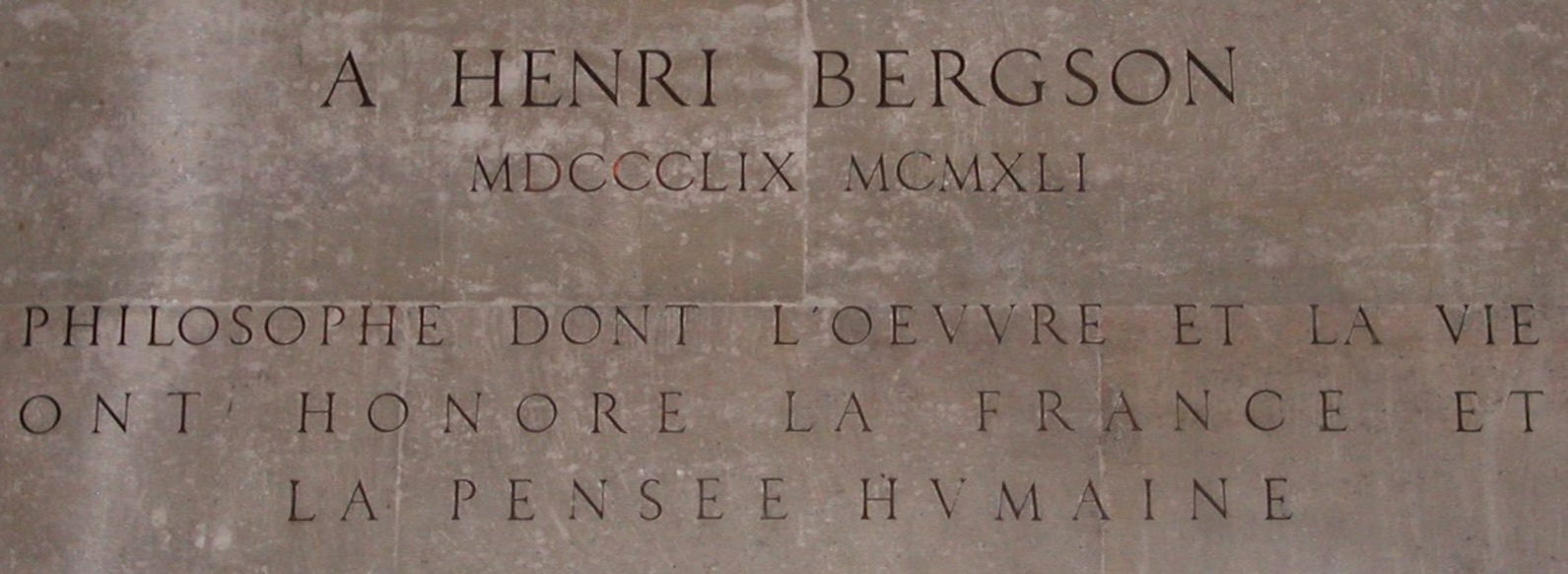
Inscrição em homenagem a Henri Bergson no Panteão de Paris.

- Essais sur les données immédiates de la conscience (1889)
- Matière et mémoire (1896)
- Le Rire (1899)
- L'Évolution créatrice (1907)
- L'Énergie spirituelle (1919)
- Durée et simultanéité, à propos de la théorie d'Einstein (1922)
- Les Deux Sources de la morale et de la religion (1932)
- La Pensée et le mouvant (1934)
- Mélanges (1972)

### Comentadores
- Le mobilisme moderne (1908) de Alphonse Chide (1868-1952)
- Le bergsonisme ou une philosophie de la mobilité (1912) de Julien Benda (1867-1956)
- Devoir et durée (1912) de Joseph Wilbois (1874-1952)
- Sur le succès du bergsonisme (1914) de Julien Benda (1867-1956)
- Note sur M. Bergson et la philosophie bergsonienne. Note conjointe sur M. Descartes et la philosophie cartésienne (1914) de Charles Péguy (1873-1914)
- La pensée intuitive (1929) de Édouard Le Roy (1870-1954)
- La fin d'une parade philosophique, le bergsonisme (1929) de Georges Politzer (1903-1942)
- Henri Bergson (1931) de Vladimir Jankélévitch (1903-1985)
- Le temps vécu (1933) de Eugène Minkowski (1885-1972)
- Le temps musical (1945) de Gisèle Brelet (1915-1973)
- Personnalité, création, combat de Vaclav Cerny
- La pensée interrogative (1954) de Jeanne Delhomme (1911-1985)
- Presença e Campo Transcendental: Consciência e Negatividade da Filosofia de Henri Bergson (1965) de Bento Prado Júnior, publicado somente em 1988
- Le Bergsonisme (1966) de Gilles Deleuze (1925-1995)
- La pensée et le réel. Critique de l'ontologie (1967) de Jeanne Delhomme (1911-1985)
- Bergson: Intuição e Discurso Filosófico (1994) de Franklin Leopoldo e Silva
- Bergson ou le deux sens de la vie  (2004) de Frédéric Worms (1964), publicado em português com o título Bergson ou os Dois Sentidos da Vida (2010)
- Bergson: O método Intuitivo: uma abordagem positiva do Espírito (2008) de Astrid Sayegh
- "O ator risível: procedimentos para as cenas cômicas" (2010)   Fernando Lira Ximenes
- Bergson: A Consciência Criadora: Metafísica da Ciência (2010) de Astrid Sayegh
- Derrida-Bergson. Sur l'immédiateté, Hermann, Paris, coll. "Hermann Philosophie", de Pierre-Alexandre Fradet ISBN 9782705688318 (2014)